# SN 1996W
SN 1996W – supernowa typu II odkryta 10 kwietnia 1996 roku w galaktyce NGC 4027. W momencie odkrycia miała maksymalną jasność 16,00m.